# Sébastien Deleigne
Sébastien Deleigne (ur. 4 lipca 1967 w Tuluzie) – francuski pięcioboista nowoczesny, ośmiokrotny medalista mistrzostw świata, siedmiokrotny medalista mistrzostw Europy.
Największymi sukcesami byłego zawodnika było dwukrotne indywidualne mistrzostwo świata oraz dwukrotny triumf w mistrzostwach Starego Kontynentu. Czterokrotnie startował w igrzyskach olimpijskich, zajmując w swym najlepszym starcie 4. miejsce (Sydney, 2000).